# Pristomerus rivalis
Pristomerus rivalis är en stekelart som beskrevs av Narolsky 1987. Pristomerus rivalis ingår i släktet Pristomerus och familjen brokparasitsteklar. Inga underarter finns listade i Catalogue of Life.